# Quai Masaryk
Le Quai Masaryk (en tchèque, Masarykovo nábřeží) est une voie de Prague. Il a été nommé d'après le premier président tchécoslovaque, Tomas Masaryk, en 1990.

## Situation et accès
Ce quai est situé sur la rive droite de la Vltava, face à l'île Slovanský (Žofín) à Prague. Il est bordé par le pont Jirásek et le Pont des Légions. 

## Historique
Ce quai présente une magnifique unité architecturale, avec de superbes façades historicistes du début du XXe siècle. Bien que cette section offre une belle vue sur la ville, une circulation dense de voitures et de tramways la rendent moins agréable. Jusqu'au XIXe siècle, ce quai n'était pas remblayé, et plusieurs moulins s'y trouvaient. Une partie du quai le long de Žofín a été achevée en 1903 et s'appelait Františkovo nábřeží.
En 1990, le quai entier a été renommé Masaryk.

## Bâtiments remarquables et lieux de mémoire
Le théâtre national, le pont Žofín (Slovanský ostrov), l'institut Goethe, le bâtiment Hlahl et l'association des beaux-arts Manes, à côté du château d'eau de Šítkov.

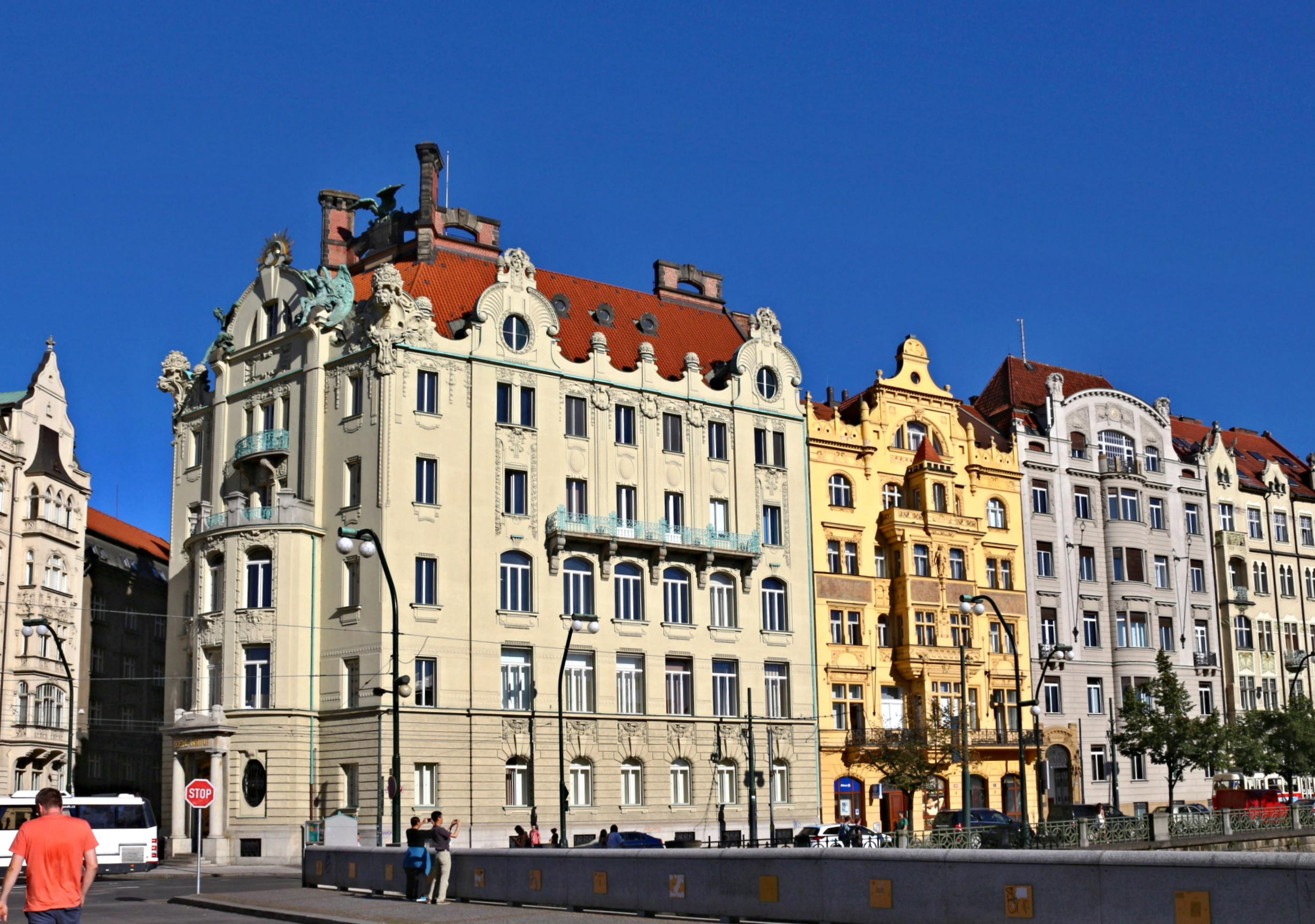
Quai Masaryk, Goethe-Institut
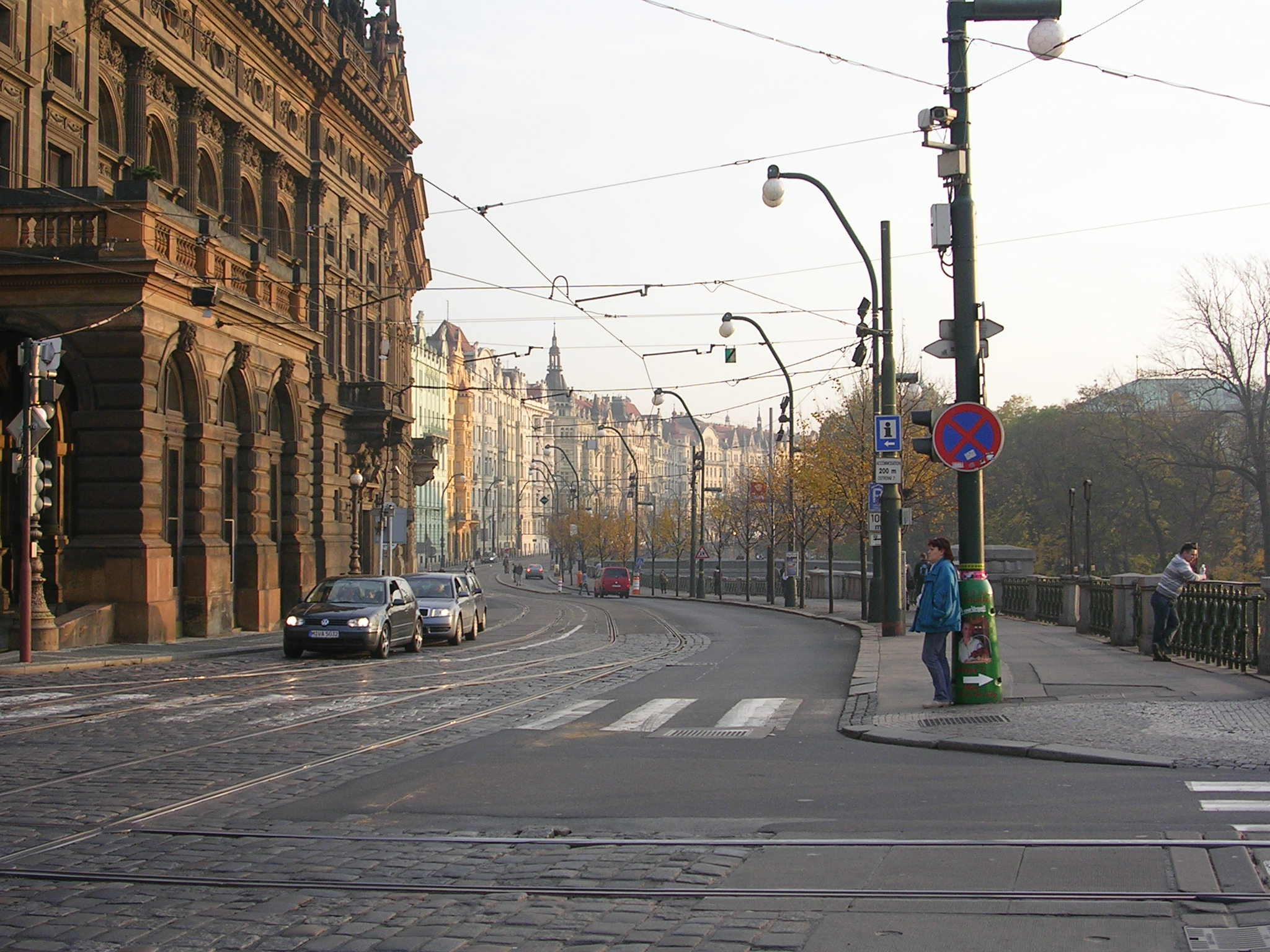
Théâtre national (à gauche)
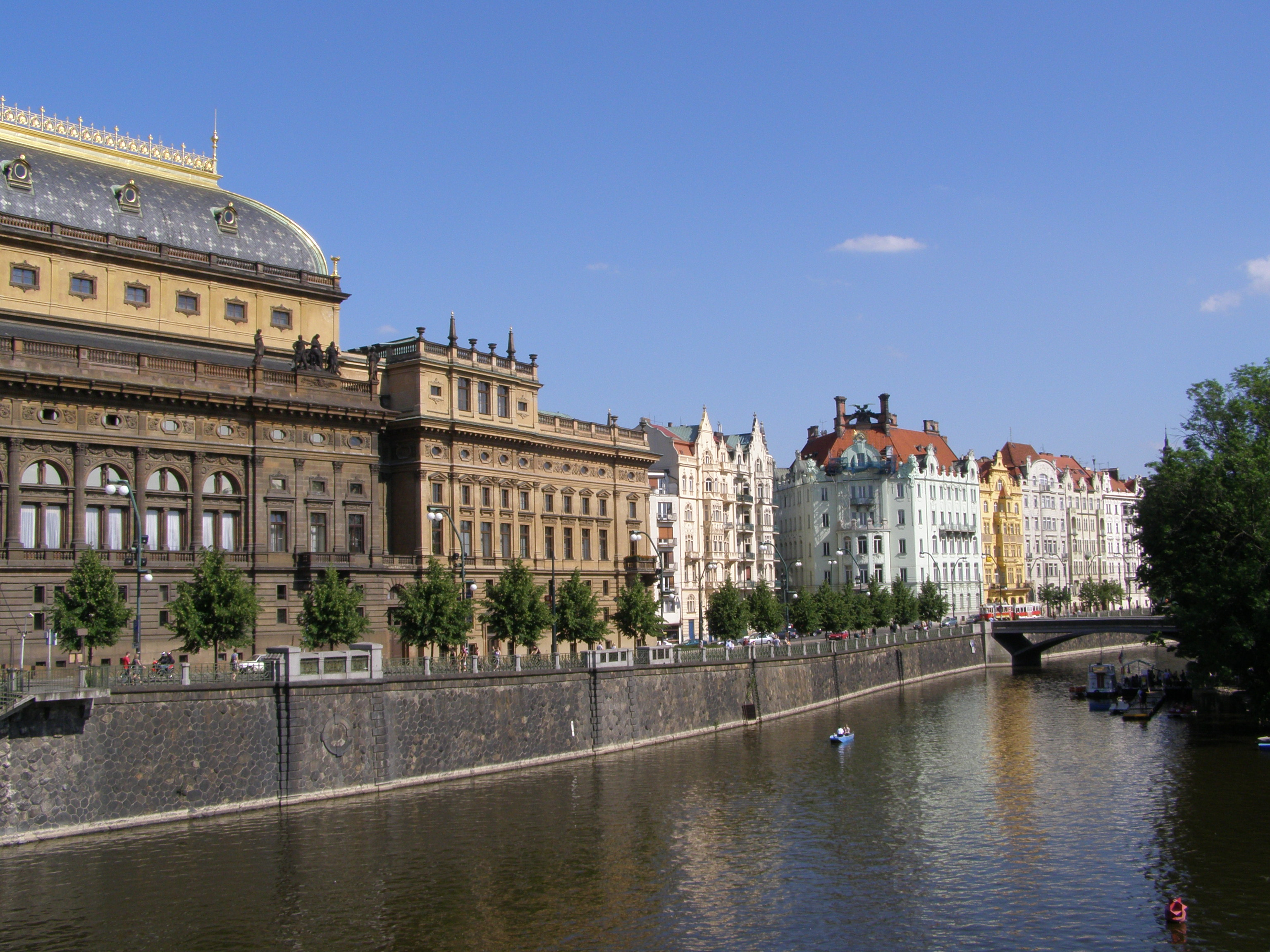
Au fond, le Goethe-Institut
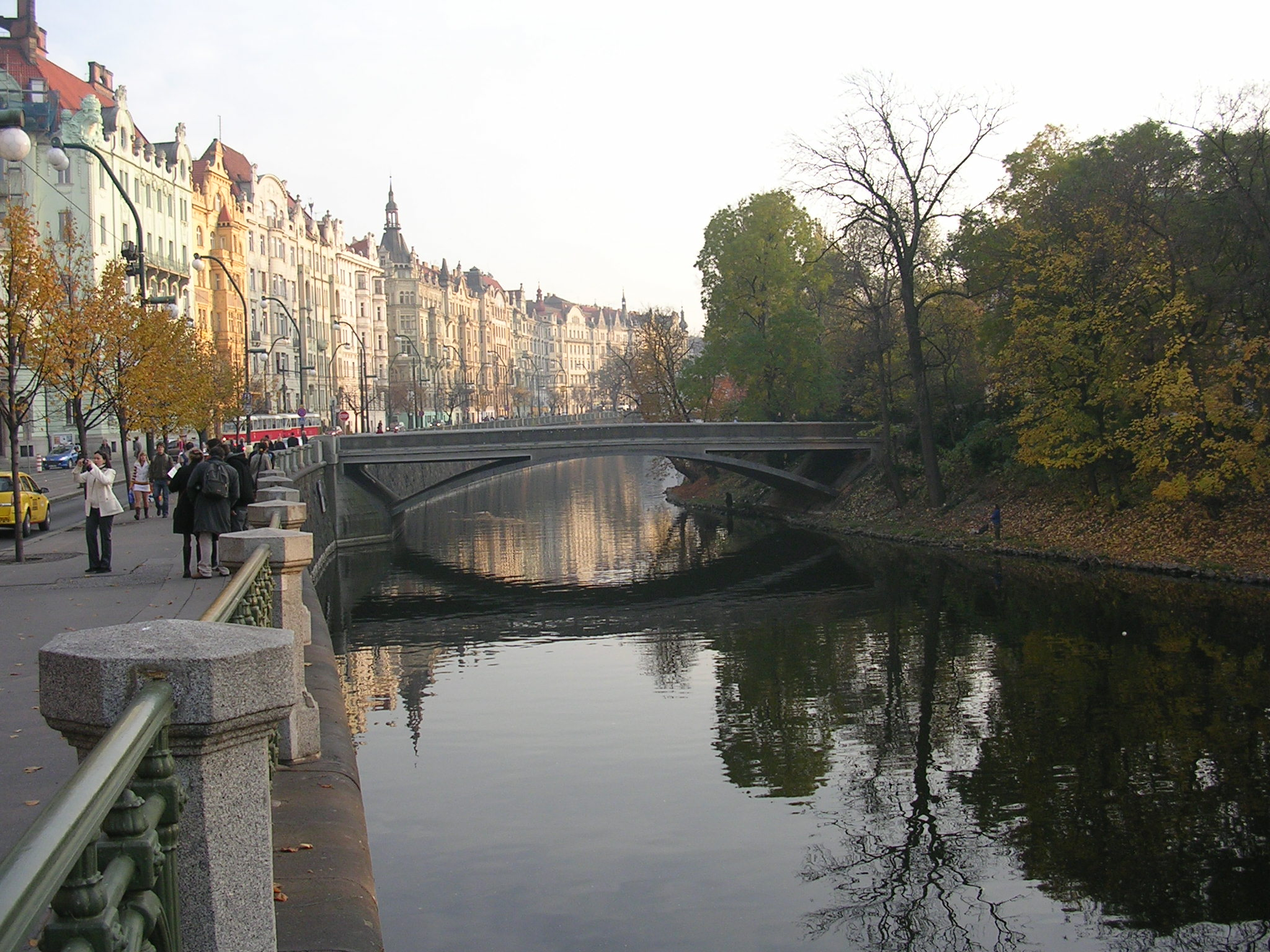
Le quai et à droite, l'île Slavansky
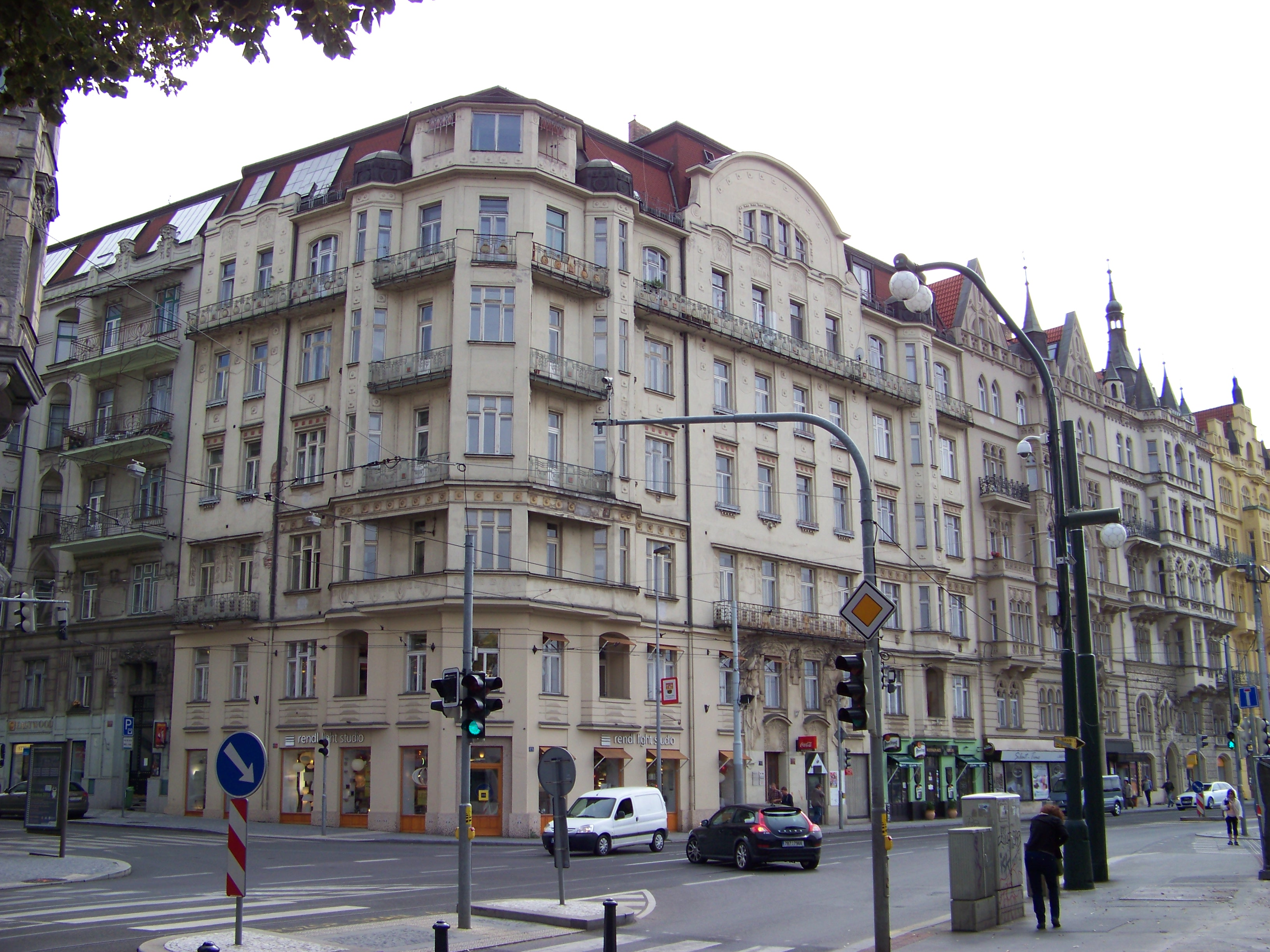
Façade historiciste